# Ванредне мере
Ванредне мере (енгл. Extraordinary Measures) је америчка филмска драма, из 2010, режисера Тома Вона, са Бренданом Фрејзером, Харисоном Фордом и Кери Расел, у главним улогама.

## Радња
Брендан Фрејзер и Кери Расел играју Џона Кроулија и његову жену Ајлин, пар из Портланда са троје деце, од којих двоје имају Помпеову болест, генетску аномалију у којој деца једва доживе 10 година. Џон, директор оглашавања, проналази Роберта Стоунхила (којег глуми Харисон Форд), истраживача у Небраски који ради иновативна истраживања о ензимима за лечење ретких болести. Џон и Ајлин прикупљају новац како би помогли Стоунхиловом истраживању и спровели неопходна клиничка испитивања. Да би спасао животе своје деце, Џон напушта стари посао и оснива компанију за истраживање биотехнологије, удруживши се са инвеститорима, а затим и са ривалским истраживачким тимовима. Овај задатак се показао као веома тежак за Стоунхил, који већ ради даноноћно. Како време истиче, компанија почиње да нема поверења у Стоунхила због његовог беса, а жеља за профитом може уништити све Џонове наде. Истраживачи се утркују са временом да спасу децу са Помпеовом болешћу.

## Улоге
| Глумац           | Улога              |
| ---------------- | ------------------ |
| Брендан Фрејзер  | Џон Краули         |
| Харисон Форд     | Др Роберт Стоунхил |
| Кери Расел       | Ејлен Краули       |
| Кортни Ванс      | Маркус Темпл       |
| Мередит Другер   | Меган Краули       |
| Дијего Веласкез  | Патрик Краули      |
| Сем Хол          | Џон Краули мл.     |
| Патрик Бошо      | Ерик Лоринг        |
| Џеред Харис      | Др Кент Вебер      |
| Алан Рак         | Пит Сатен          |
| Дејвид Кленон    | Др Рензлер         |
| Ди Волас         | Сол                |
| Ајана Беркшир    | Венди Темпл        |
| Пол Џефри Барн   | Др Престон         |
| Андреа Вајт      | Др Алегрија        |
| Џ. Џ. Ечтернкамп | Нилес              |
| Ву Фам           | Вин Тран           |
| Дерек Вебстер    | Кол Данинг         |